# 枝睾阔盘吸虫
枝睾阔盘吸虫（学名：Eurytrema cladorchis）为双腔科阔盘属的动物。在中国大陆，分布于贵州、福建等地，营寄生生活，终末宿主黄牛、山羊、家猫麂、河麂，寄生于胰脏以及胰管。